# NHL Entry Draft 2007
L'NHL Entry Draft 2007 è stato il 45º draft della National Hockey League. Si è tenuto fra il 22 ed il 23 giugno 2007 presso la Nationwide Arena di Columbus, nell'Ohio. Le formazioni della National Hockey League devono selezionare i migliori giocatori di hockey su ghiaccio provenienti dai campionati giovanili, universitari, o dai campionati europei. I Chicago Blackhawks, originariamente previsti in quinta posizione, vinsero la NHL Draft lottery ed ebbero l'opportunità di effettuare la prima scelta assoluta.
I Chicago Blackhawks selezionarono l'ala destra statunitense Patrick Kane dai London Knights, formazione della Ontario Hockey League (OHL). I Philadelphia Flyers invece come seconda scelta puntarono sull'ala sinistra James van Riemsdyk, proveniente dalla United States Hockey League, mentre i Phoenix Coyotes scelsero in terza posizione il centro Kyle Turris dei Burnaby Express, formazione della BCHL. Per la prima volta le prime due posizioni di un Draft furono occupate da giocatori statunitensi. Fra tutti i giocatori selezionati, 131 erano attaccanti, 60 erano difensori e 20 erano portieri.

## Migliori prospetti
Dati elaborati dal NHL Central Scouting Bureau.
| Posizione | Giocatori nordamericani | Giocatori europei      |
| --------- | ----------------------- | ---------------------- |
| 1         | Kyle Turris (C)         | Aleksej Čerepanov (AD) |
| 2         | Patrick Kane (AD)       | Mikael Backlund (C)    |
| 3         | James van Riemsdyk (AS) | Lars Eller (C)         |
| 4         | Keaton Ellerby (D)      | Maksim Majorov (AD)    |
| 5         | Karl Alzner (D)         | Joakim Andersson (C)   |
| 6         | Sam Gagner (C)          | Simon Hjalmarsson (AD) |
| 7         | Jakub Voráček (AD)      | Nichlas Torp (D)       |
| 8         | Angelo Esposito (C)     | Sergej Korostin (AD)   |
| 9         | Zach Hamill (C)         | Maksim Gončarov (D)    |
| 10        | David Perron (AS)       | Evgenij Dadonov (AD)   |

| Posizione | Portieri nordamericani | Portieri europei |
| --------- | ---------------------- | ---------------- |
| 1         | Jeremy Smith           | Joel Gistedt     |
| 2         | Trevor Cann            | Mark Owuya       |
| 3         | Antoine Lafleur        | Marek Benda      |

## Turni
|  | = NHL All-Star |  |  | = NHL All-Star e NHL All-Star Team |

Legenda delle posizioni

A = Attaccante   AD = Ala destra   AS = Ala sinistra   C = Centro   D = Difensore   P = Portiere

### Primo giro
| #  | Giocatore               | Nazionalità | Squadra NHL                                         | Squadra di provenienza        |
| -- | ----------------------- | ----------- | --------------------------------------------------- | ----------------------------- |
| 1  | Patrick Kane (AD)       | Stati Uniti | Chicago Blackhawks                                  | London Knights (OHL)          |
| 2  | James van Riemsdyk (AS) | Stati Uniti | Philadelphia Flyers                                 | USA Hockey NTDP (USHL)        |
| 3  | Kyle Turris (C)         | Canada      | Phoenix Coyotes                                     | Coquitlam Express (BCHL)      |
| 4  | Thomas Hickey (D)       | Canada      | Los Angeles Kings                                   | Seattle Thunderbirds (WHL)    |
| 5  | Karl Alzner (D)         | Canada      | Washington Capitals                                 | Calgary Hitmen (WHL)          |
| 6  | Sam Gagner (C)          | Canada      | Edmonton Oilers                                     | London Knights (OHL)          |
| 7  | Jakub Voráček (AD)      | Rep. Ceca   | Columbus Blue Jackets                               | Halifax Mooseheads (QMJHL)    |
| 8  | Zach Hamill (C)         | Canada      | Boston Bruins                                       | Everett Silvertips (WHL)      |
| 9  | Logan Couture (C)       | Canada      | San Jose Sharks (da St. Louis)                      | Ottawa 67's (OHL)             |
| 10 | Keaton Ellerby (D)      | Canada      | Florida Panthers                                    | Kamloops Blazers (WHL)        |
| 11 | Brandon Sutter (C/AD)   | Canada      | Carolina Hurricanes                                 | Red Deer Rebels (WHL)         |
| 12 | Ryan McDonagh (D)       | Stati Uniti | Montreal Canadiens                                  | Wisconsin Badgers (WCHA)      |
| 13 | Lars Eller (C)          | Danimarca   | St. Louis Blues (da Toronto via San Jose)           | Frölunda (Elitserien)         |
| 14 | Kevin Shattenkirk (D)   | Stati Uniti | Colorado Avalanche                                  | USA Hockey NTDP (USHL)        |
| 15 | Alex Plante (D)         | Canada      | Edmonton Oilers (da NY Islanders)                   | Calgary Hitmen (WHL)          |
| 16 | Colton Gillies (C)      | Canada      | Minnesota Wild (da Tampa Bay via Anaheim)           | Saskatoon Blades (WHL)        |
| 17 | Aleksej Čerepanov (AD)  | Russia      | New York Rangers                                    | Avangard Omsk (Superliga)     |
| 18 | Ian Cole (D)            | Stati Uniti | St. Louis Blues (da Calgary)                        | USA Hockey NTDP (USHL)        |
| 19 | Logan MacMillan (C)     | Canada      | Anaheim Ducks (da Minnesota)                        | Halifax Mooseheads (QMJHL)    |
| 20 | Angelo Esposito (C)     | Canada      | Pittsburgh Penguins                                 | Québec Remparts (QMJHL)       |
| 21 | Riley Nash (C)          | Canada      | Edmonton Oilers (da Dallas via Phoenix)             | Cornell Big Red (NCAA)        |
| 22 | Max Pacioretty (AS)     | Stati Uniti | Montreal Canadiens (da San Jose)                    | Sioux City Musketeers (USHL)  |
| 23 | Jonathon Blum (D)       | Stati Uniti | Nashville Predators (da Nashville via Philadelphia) | Vancouver Giants (WHL)        |
| 24 | Mikael Backlund (C)     | Svezia      | Calgary Flames (da Atlanta via St. Louis)           | Västerås (Hockeyallsvenskan)  |
| 25 | Patrick White (C)       | Stati Uniti | Vancouver Canucks                                   | Minnesota Gophers (WCHA)      |
| 26 | David Perron (AS)       | Canada      | St. Louis Blues (da New Jersey via San Jose)        | Lewiston Maineiacs (QMJHL)    |
| 27 | Brendan Smith (D)       | Canada      | Detroit Red Wings                                   | St. Michael's Buzzers (OPJHL) |
| 28 | Nick Petrecki (D)       | Stati Uniti | San Jose Sharks (da Buffalo via Washington)         | Omaha Lancers (USHL)          |
| 29 | Jim O'Brien (C)         | Stati Uniti | Ottawa Senators                                     | Minnesota Gophers (WCHA)      |
| 30 | Nick Ross (D)           | Canada      | Phoenix Coyotes (da Anaheim via Edmonton)           | Regina Pats (WHL)             |

### Secondo giro
| #  | Giocatore              | Nazionalità | Squadra NHL                                                             | Squadra di provenienza                |
| -- | ---------------------- | ----------- | ----------------------------------------------------------------------- | ------------------------------------- |
| 31 | T. J. Brennan (D)      | Stati Uniti | Buffalo Sabres (da Philadelphia)                                        | St. John's Fog Devils (QMJHL)         |
| 32 | Brett MacLean (AS)     | Canada      | Phoenix Coyotes                                                         | Oshawa Generals (OHL)                 |
| 33 | Taylor Ellington (D)   | Canada      | Vancouver Canucks (da Los Angeles)                                      | Everett Silvertips (WHL)              |
| 34 | Josh Godfrey (D)       | Canada      | Washington Capitals                                                     | S.S. Marie Greyhounds (OHL)           |
| 35 | Tommy Cross (D)        | Stati Uniti | Boston Bruins (da Chicago)                                              | Westminster School (USHS-Connecticut) |
| 36 | Joel Gistedt (P)       | Svezia      | Phoenix Coyotes (da Edmonton)                                           | Frölunda (Elitserien)                 |
| 37 | Stefan Legein (AD)     | Canada      | Columbus Blue Jackets                                                   | Mississauga IceDogs (OHL)             |
| 38 | Bill Sweatt (AS)       | Stati Uniti | Chicago Blackhawks (da Boston)                                          | Colorado C. Tigers (WCHA)             |
| 39 | Simon Hjalmarsson (AD) | Svezia      | St. Louis Blues                                                         | Frölunda (Elitserien)                 |
| 40 | Michal Řepík (AD)      | Rep. Ceca   | Florida Panthers                                                        | Vancouver Giants (WHL)                |
| 41 | Kevin Marshall (D)     | Canada      | Philadelphia Flyers (da Carolina via Pittsburgh, San Jose e Washington) | Lewiston Maineiacs (QMJHL)            |
| 42 | Eric Tangradi (C)      | Stati Uniti | Anaheim Ducks (da Minnesota)                                            | Belleville Bulls (OHL)                |
| 43 | P.K. Subban (D)        | Canada      | Montreal Canadiens                                                      | Belleville Bulls (OHL)                |
| 44 | Aaron Palushaj (AD)    | Stati Uniti | St. Louis Blues (da Toronto via San Jose)                               | Des Moines Buccaneers (USHL)          |
| 45 | Colby Cohen (D)        | Stati Uniti | Colorado Avalanche                                                      | Lincoln Stars (USHL)                  |
| 46 | Ted Ruth (D)           | Stati Uniti | Washington Capitals (da NY Islanders)                                   | USA Hockey NTDP (USHL)                |
| 47 | Dana Tyrell (C/AD)     | Canada      | Tampa Bay Lightning                                                     | Prince George Cougars (WHL)           |
| 48 | Antoine Lafleur (P)    | Canada      | New York Rangers                                                        | P.E.I. Rocket (QMJHL)                 |
| 49 | Trevor Cann (P)        | Canada      | Colorado Avalanche (da Calgary)                                         | Peterborough Petes (OHL)              |
| 50 | Nico Sacchetti (C)     | Stati Uniti | Dallas Stars (da Minnesota)                                             | Virginia High School (USHS-Minnesota) |
| 51 | Keven Veilleux (C)     | Canada      | Pittsburgh Penguins                                                     | Victoriaville Tigres (QMJHL)          |
| 52 | Oscar Möller (C)       | Svezia      | Los Angeles Kings (da Dallas)                                           | Chilliwack Bruins (WHL)               |
| 53 | Will Weber (D)         | Stati Uniti | Columbus Blue Jackets (da San Jose)                                     | Gaylord High School (USHS-Michigan)   |
| 54 | Jeremy Smith (P)       | Stati Uniti | Nashville Predators                                                     | Plymouth Whalers (OHL)                |
| 55 | T. J. Galiardi (AS/AD) | Canada      | Colorado Avalanche (da Atlanta via Anaheim)                             | Dartmouth Big Green (ECAC)            |
| 56 | Akim Aliu (C/AD)       | Nigeria     | Chicago Blackhawks (da Vancouver)                                       | Sudbury Wolves (OHL)                  |
| 57 | Mike Hoeffel (AS/AD)   | Stati Uniti | New Jersey Devils                                                       | USA Hockey NTDP (USHL)                |
| 58 | Nick Spaling (C)       | Stati Uniti | Nashville Predators (da Detroit via Florida)                            | Kitchener Rangers (OHL)               |
| 59 | Drew Schiestel (D)     | Canada      | Buffalo Sabres                                                          | Mississauga IceDogs (OHL)             |
| 60 | Ruslan Baškirov (AS)   | Russia      | Ottawa Senators                                                         | Québec Remparts (QMJHL)               |
| 61 | Wayne Simmonds (AD)    | Canada      | Los Angeles Kings (da Anaheim via Vancouver)                            | S.S. Marie Greyhounds (OHL)           |

### Terzo giro
| #  | Giocatore                | Nazionalità | Squadra NHL                                         | Squadra di provenienza                 |
| -- | ------------------------ | ----------- | --------------------------------------------------- | -------------------------------------- |
| 62 | Mark Katic (D)           | Canada      | New York Islanders (da Philadelphia)                | Sarnia Sting (OHL)                     |
| 63 | Maxime Macenauer (C)     | Canada      | Anaheim Ducks (da Phoenix via Boston)               | R-N Huskies (QMJHL)                    |
| 64 | Sergej Koroston (AD)     | Russia      | Dallas Stars (da Los Angeles)                       | Dinamo Mosca (Superliga)               |
| 65 | Olivier Fortier (C)      | Canada      | Montreal Canadiens (da Washington)                  | Rimouski Océanic (QMJHL)               |
| 66 | Garrett Klotz (AS)       | Canada      | Philadelphia Flyers (da Chicago)                    | Saskatoon Blades (WHL)                 |
| 67 | Spencer Machacekt (AD)   | Canada      | Atlanta Thrashers (da Edmonton via Minnesota)       | Vancouver Giants (WHL)                 |
| 68 | Jake Hansen (AS/AD)      | Stati Uniti | Columbus Blue Jackets                               | Sioux Falls Stampede (USHL)            |
| 69 | Maxime Tanguay (C)       | Canada      | Chicago Blackhawks (da Boston)                      | Rimouski Océanic (QMJHL)               |
| 70 | John Negrin (D)          | Canada      | Calgary Flames (da St. Louis)                       | Kootenay Ice (WHL)                     |
| 71 | Evgenij Dadonov (AD)     | Russia      | Florida Panthers                                    | Traktor Čeljabinsk (Superliga)         |
| 72 | Drayson Bowmani (C/AD)   | Stati Uniti | Carolina Hurricanes                                 | Spokane Chiefs (WHL)                   |
| 73 | Yannick Weber (D)        | Svizzera    | Montreal Canadiens                                  | Kitchener Rangers (OHL)                |
| 74 | Dale Mitchell (AD)       | Canada      | Toronto Maple Leafs                                 | Oshawa Generals (OHL)                  |
| 75 | Luca Cunti (C/AS)        | Svizzera    | Tampa Bay Lightning (da Colorado via Anaheim)       | Dübendorf (1. Lega)                    |
| 76 | Jason Gregoire (AS)      | Canada      | New York Islanders                                  | Lincoln Stars (USHL)                   |
| 77 | Alexander Killorn (C)    | Canada      | Tampa Bay Lightning                                 | Deerfield Academy (USHS-Massachusetts) |
| 78 | Robert Bortuzzo (D)      | Canada      | Pittsburgh Penguins (da NY Rangers via Atlanta)     | Kitchener Rangers (OHL)                |
| 79 | Nick Palmieri (AD)       | Stati Uniti | New Jersey Devils (da Calgary)                      | Erie Otters (OHL)                      |
| 80 | Casey Pierro-Zabotel (C) | Canada      | Pittsburgh Penguins (da Minnesota)                  | Merritt Centennials (BCHL)             |
| 81 | Ryan Thang (AS)          | Stati Uniti | Nashville Predators (da Pittsburgh)                 | Notre Dame Fighting Irish (CCHA)       |
| 82 | Bryan Cameron (C/AD)     | Canada      | Los Angeles Kings (da Dallas)                       | Belleville Bulls (OHL)                 |
| 83 | Timo Pielmeier (P)       | Germania    | San Jose Sharks                                     | Kölner Haie (DEL)                      |
| 84 | Phil de Simone (C)       | Stati Uniti | Washington Capitals (da Nashville via Philadelphia) | Sioux City Musketeers (USHL)           |
| 85 | Brett Sonne (C/AS)       | Canada      | St. Louis Blues (da Atlanta)                        | Calgary Hitmen (WHL)                   |
| 86 | Josh Unice (P)           | Stati Uniti | Chicago Blackhawks (da Vancouver)                   | USA Hockey NTDP (USHL)                 |
| 87 | Corbin McPherson (D)     | Stati Uniti | New Jersey Devils                                   | Cowichan Valley Capitals (BCHL)        |
| 88 | Joakim Andersson (C)     | Svezia      | Detroit Red Wings                                   | Frölunda (Elitserien)                  |
| 89 | Corey Tropp (AD)         | Stati Uniti | Buffalo Sabres                                      | Sioux Falls Stampede (USHL)            |
| 90 | Louie Caporusso (C/AS)   | Canada      | Ottawa Senators                                     | St. Michael's Buzzers (OPJHL)          |
| 91 | Tyson Sexsmith (P)       | Canada      | San Jose Sharks (da Anaheim via Colorado)           | Vancouver Giants (WHL)                 |

### Quarto giro
| #   | Giocatore                 | Nazionalità | Squadra NHL                                       | Squadra di provenienza               |
| --- | ------------------------- | ----------- | ------------------------------------------------- | ------------------------------------ |
| 92  | Justin Vaive (AS)         | Stati Uniti | Anaheim Ducks (da Philadelphia)                   | USA Hockey NTDP (USHL)               |
| 93  | Steven Kampfer (D)        | Stati Uniti | Anaheim Ducks (da Phoenix)                        | Michigan Wolverines (CCHA)           |
| 94  | Maksim Majorov (AS/AD)    | Russia      | Columbus Blue Jackets (da Los Angeles via Dallas) | Neftjanik Al'met'evsk (Superliga)    |
| 95  | Alec Martinez (D)         | Stati Uniti | Los Angeles Kings (da Washington)                 | Miami RedHawks (CCHA)                |
| 96  | Cade Fairchild (D)        | Stati Uniti | St. Louis Blues (da Chicago via Carolina)         | USA Hockey NTDP (USHL)               |
| 97  | Linus Omark (AS/AD)       | Svezia      | Edmonton Oilers                                   | Luleå (Elitserien)                   |
| 98  | Sebastian Stefaniszin (P) | Germania    | Anaheim Ducks (da Columbus)                       | Eisbären Berlino (DEL)               |
| 99  | Matt Frattin (AD)         | Canada      | Toronto Maple Leafs (da Boston via Phoenix)       | Fort Saskatchewan Traders (AJHL)     |
| 100 | Travis Erstad (C/AD)      | Stati Uniti | St. Louis Blues                                   | Lincoln Stars (USHL)                 |
| 101 | Matt Rust (C)             | Stati Uniti | Florida Panthers                                  | USA Hockey NTDP (USHL)               |
| 102 | Justin McCrae (C)         | Canada      | Carolina Hurricanes                               | Saskatoon Blades (WHL)               |
| 103 | Vladimír Růžička (C)      | Rep. Ceca   | Phoenix Coyotes (da Montreal)                     | Slavia Praga (Extraliga)             |
| 104 | Ben Winnett (AS)          | Canada      | Toronto Maple Leafs                               | Salmon Arm Silverbacks (BCHL)        |
| 105 | Brad Malone (C/AS)        | Canada      | Colorado Avalanche                                | Sioux Falls Stampede (USHL)          |
| 106 | Maksim Gračёv (AS)        | Russia      | New York Islanders                                | Rimouski Océanic (QMJHL)             |
| 107 | Mitch Fadden (C)          | Canada      | Tampa Bay Lightning                               | Lethbridge Hurricanes (WHL)          |
| 108 | Brett Bruneteau (C)       | Stati Uniti | Washington Capitals (da NY Rangers)               | Omaha Lancers (USHL)                 |
| 109 | Dwight King (C/AS)        | Canada      | Los Angeles Kings (da Calgary)                    | Lethbridge Hurricanes (WHL)          |
| 110 | Justin Falk (D)           | Canada      | Minnesota Wild                                    | Spokane Chiefs (WHL)                 |
| 111 | Luca Caputi (AS)          | Canada      | Pittsburgh Penguins                               | Mississauga IceDogs (OHL)            |
| 112 | Colton Sceviour (C/AD)    | Canada      | Dallas Stars                                      | Portland Winterhawks (WHL)           |
| 113 | Kent Patterson (P)        | Canada      | Colorado Avalanche (da San Jose)                  | Cedar Rapids RoughRiders (USHL)      |
| 114 | Ben Ryan (C)              | Stati Uniti | Nashville Predators                               | Notre Dame Fighting Irish (CCHA)     |
| 115 | Niclas Lucenius (C)       | Finlandia   | Atlanta Thrashers                                 | Tappara (SM-liiga)                   |
| 116 | Keith Aulie (D)           | Canada      | Calgary Flames (da Vancouver via Buffalo)         | Brandon Wheat Kings (WHL)            |
| 117 | Matt Halischuk (AD)       | Canada      | New Jersey Devils                                 | Kitchener Rangers (OHL)              |
| 118 | Alex Grant (D)            | Canada      | Pittsburgh Penguins (da Detroit)                  | Saint John Sea Dogs (QMJHL)          |
| 119 | Mark Santorelli (C)       | Canada      | Nashville Predators (da Buffalo)                  | Chilliwack Bruins (WHL)              |
| 120 | Ben Blood (D)             | Stati Uniti | Ottawa Senators                                   | Shattuck-St. Mary's (USHS-Minnesota) |
| 121 | Mattias Modig (P)         | Svezia      | Anaheim Ducks                                     | Luleå (Elitserien)                   |

### Quinto giro
| #   | Giocatore                   | Nazionalità | Squadra NHL                                | Squadra di provenienza                    |
| --- | --------------------------- | ----------- | ------------------------------------------ | ----------------------------------------- |
| 122 | Mario Kempe (AD)            | Svezia      | Philadelphia Flyers                        | St. John's Fog Devils (QMJHL)             |
| 123 | Maksim Gončarov (D)         | Russia      | Phoenix Coyotes                            | CSKA Mosca (Superliga)                    |
| 124 | Linden Rowat (P)            | Canada      | Los Angeles Kings                          | Regina Pats (WHL)                         |
| 125 | Brett Leffler (AD)          | Canada      | Washington Capitals                        | Regina Pats (WHL)                         |
| 126 | Joe Lavin (D)               | Stati Uniti | Chicago Blackhawks                         | USA Hockey NTDP (USHL)                    |
| 127 | Milan Kytnar (C)            | Slovacchia  | Edmonton Oilers                            | HC Topoľčany (Extraliga)                  |
| 128 | Austin Smith (AD)           | Stati Uniti | Dallas Stars (da Columbus)                 | The Gunnery (USHS-Connecticut)            |
| 129 | Jamie Benn (AS)             | Canada      | Dallas Stars (da Boston via Columbus)      | Victoria Grizzlies (BCHL)                 |
| 130 | Denis Reul (D)              | Germania    | Boston Bruins (da St. Louis)               | Heilbronner Falken (Oberliga)             |
| 131 | John Lee (D)                | Stati Uniti | Florida Panthers                           | Moorhead High School (USHS-Minnesota)     |
| 132 | Chris Terry (AS)            | Canada      | Carolina Hurricanes                        | Plymouth Whalers (OHL)                    |
| 133 | Joe Stejskal (D)            | Stati Uniti | Montreal Canadiens                         | Grand Rapids High School (USHS-Minnesota) |
| 134 | Juraj Mikúš (D)             | Slovacchia  | Toronto Maple Leafs                        | Dukla Trenčín (Extraliga)                 |
| 135 | Paul Carey (C)              | Stati Uniti | Colorado Avalanche                         | Salisbury School (USHS-Connecticut)       |
| 136 | Ondřej Roman (C)            | Rep. Ceca   | Dallas Stars (da NY Islanders)             | Spokane Chiefs (WHL)                      |
| 137 | Josh Turnbull (C)           | Stati Uniti | Los Angeles Kings (da Tampa Bay)           | Waterloo Black Hawks (USHL)               |
| 138 | Max Campbell (C)            | Canada      | New York Rangers                           | Strathroy Rockets (WOHL)                  |
| 139 | Bradley Eidsness (P)        | Canada      | Buffalo Sabres (da Calgary)                | Okotoks Oilers (AJHL)                     |
| 140 | Cody Almond (C)             | Canada      | Minnesota Wild                             | Kelowna Rockets (WHL)                     |
| 141 | Jake Muzzin (D)             | Canada      | Pittsburgh Penguins                        | S.S. Marie Greyhounds (OHL)               |
| 142 | Andrew Conboy (AS)          | Stati Uniti | Montreal Canadiens (da Dallas)             | Omaha Lancers (USHL)                      |
| 143 | Mickey Renaud (C)           | Canada      | Calgary Flames (da San Jose via Colorado)  | Windsor Spitfires (OHL)                   |
| 144 | Andreas Thuresson (AS/AD)   | Svezia      | Nashville Predators                        | Malmö (Hockeyallsvenskan)                 |
| 145 | Charles-Antoine Messier (C) | Canada      | Vancouver Canucks (da Atlanta)             | Baie-Comeau Drakkar (QMJHL)               |
| 146 | Il'ja Kablukov (AS/AD)      | Russia      | Vancouver Canucks                          | CSKA Mosca (Superliga)                    |
| 147 | Jean-Simon Allard (C)       | Canada      | Buffalo Sabres (da New Jersey via Calgary) | St. John's Fog Devils (QMJHL)             |
| 148 | Randy Cameron (C)           | Canada      | Detroit Red Wings                          | Moncton Wildcats (QMJHL)                  |
| 149 | Michael Neal (AS)           | Canada      | Dallas Stars (da Buffalo via Columbus)     | Belleville Bulls (OHL)                    |
| 150 | Matt Marshall (C/AD)        | Stati Uniti | Tampa Bay Lightning (da Ottawa)            | Nobles School (USHS-Massachusetts)        |
| 151 | Brett Morrison (C)          | Canada      | Anaheim Ducks                              | P.E.I. Rocket (QMJHL)                     |

### Sesto giro
| #   | Giocatore                 | Nazionalità | Squadra NHL                                    | Squadra di provenienza                   |
| --- | ------------------------- | ----------- | ---------------------------------------------- | ---------------------------------------- |
| 152 | Jon Kalinski (AS)         | Canada      | Philadelphia Flyers                            | Bonnyville Pontiacs (AJHL)               |
| 153 | Scott Darling (P)         | Stati Uniti | Phoenix Coyotes                                | Capital District Selects (USHS-New York) |
| 154 | Dan Dunn (P)              | Canada      | Washington Capitals (da Los Angeles)           | Wellington Dukes (OPJHL)                 |
| 155 | Jens Hellgren (AD)        | Svezia      | Colorado Avalanche (da Washington via Calgary) | Frölunda (J20 SuperElit)                 |
| 156 | Richard Greenop (C)       | Canada      | Chicago Blackhawks                             | Windsor Spitfires (OHL)                  |
| 157 | William Quist (AS/AD)     | Svezia      | Edmonton Oilers                                | Tingsryds AIF (J20 SuperElit)            |
| 158 | Allen York (P)            | Canada      | Columbus Blue Jackets                          | Camrose Kodiaks (AJHL)                   |
| 159 | Alain Goulet (D)          | Canada      | Boston Bruins                                  | Aurora Tigers (OPJHL)                    |
| 160 | Anthony Peluso (D)        | Canada      | St. Louis Blues                                | Erie Otters (OHL)                        |
| 161 | Patrick Maroon (AS)       | Stati Uniti | Philadelphia Flyers (da Florida)               | St. Louis Bandits (NAHL)                 |
| 162 | Brett Bellemore (D)       | Canada      | Carolina Hurricanes                            | Plymouth Whalers (OHL)                   |
| 163 | Nichlas Torp (D)          | Svezia      | Montreal Canadiens                             | HV71 (J20 SuperElit)                     |
| 164 | Chris DiDomenico (C)      | Canada      | Toronto Maple Leafs                            | Saint John Sea Dogs (QMJHL)              |
| 165 | Patrik Zackrisson (AS/AD) | Svezia      | San Jose Sharks (da Colorado)                  | Rögle (Hockeyallsvenskan)                |
| 166 | Blake Kessel (D)          | Stati Uniti | New York Islanders                             | Waterloo Black Hawks (USHL)              |
| 167 | Johan Harju (AS)          | Svezia      | Tampa Bay Lightning                            | Luleå (Elitserien)                       |
| 168 | Carl Hagelin (AS)         | Svezia      | New York Rangers                               | Södertälje SK (J20 SuperElit)            |
| 169 | Radim Ostrcil (D)         | Rep. Ceca   | Boston Bruins (da Calgary via Colorado)        | VHK Vsetín (Czech Extraliga)             |
| 170 | Harri Ilvonen (D)         | Finlandia   | Minnesota Wild                                 | Tappara (SM-liiga)                       |
| 171 | Dustin Jeffrey (C)        | Canada      | Pittsburgh Penguins                            | S.S. Marie Greyhounds (OHL)              |
| 172 | Luke Gazdic (AS)          | Canada      | Dallas Stars                                   | Erie Otters (OHL)                        |
| 173 | Nick Bonino (C)           | Stati Uniti | San Jose Sharks                                | Avon Old Farms School (USHS-Connecticut) |
| 174 | Robert Dietrich (D)       | Germania    | Nashville Predators                            | DEG Metro Stars (DEL)                    |
| 175 | John Albert (C)           | Stati Uniti | Atlanta Thrashers                              | USA Hockey NTDP (USHL)                   |
| 176 | Taylor Matson (C)         | Stati Uniti | Vancouver Canucks                              | Des Moines Buccaneers (USHL)             |
| 177 | Vili Sopanen (AS/AD)      | Finlandia   | New Jersey Devils                              | Pelicans (SM-liiga)                      |
| 178 | Zack Torquato (C)         | Canada      | Detroit Red Wings                              | Erie Otters (OHL)                        |
| 179 | Paul Byron (C)            | Canada      | Buffalo Sabres                                 | Gatineau Olympiques (QMJHL)              |
| 180 | Justin Taylor (C)         | Canada      | Washington Capitals (da Ottawa)                | London Knights (OHL)                     |
| 181 | Corey Syvret (D)          | Canada      | Florida Panthers (da Anaheim)                  | Guelph Storm (OHL)                       |

### Settimo giro
| #   | Giocatore              | Nazionalità | Squadra NHL                                 | Squadra di provenienza                |
| --- | ---------------------- | ----------- | ------------------------------------------- | ------------------------------------- |
| 182 | Brad Phillips (P)      | Stati Uniti | Philadelphia Flyers                         | USA Hockey NTDP (USHL)                |
| 183 | Torrie Jung (P)        | Canada      | Tampa Bay Lightning (da Phoenix via Ottawa) | Kelowna Rockets (WHL)                 |
| 184 | Josh Kidd (D)          | Canada      | Los Angeles Kings                           | Erie Otters (OHL)                     |
| 185 | Nick Larson (C)        | Stati Uniti | Washington Capitals                         | Omaha Lancers (USHL)                  |
| 186 | C. J. Severyn (AS)     | Stati Uniti | Calgary Flames (da Chicago)                 | USA Hockey NTDP (USHL)                |
| 187 | Nick Eno (P)           | Stati Uniti | Buffalo Sabres (da Edmonton)                | Green Mountain Glades (EJHL)          |
| 188 | Matt Fillier (C/AS)    | Canada      | Los Angeles Kings (da Columbus)             | St. John's Fog Devils (QMJHL)         |
| 189 | Jordan Knackstedt (AD) | Canada      | Boston Bruins                               | Moose Jaw Warriors (WHL)              |
| 190 | Trevor Nill (C)        | Stati Uniti | St. Louis Blues                             | Compuware Ambassadors (USHS-Michigan) |
| 191 | Ryan Watson (AS)       | Canada      | Florida Panthers                            | Cambridge Winter Hawks (GOJHL)        |
| 192 | Scott Kishel (D)       | Stati Uniti | Montreal Canadiens (da Carolina)            | Virginia High School (USHS-Minnesota) |
| 193 | David Skokan (C)       | Slovacchia  | New York Rangers (da Montreal)              | Rimouski Océanic (QMJHL)              |
| 194 | Carl Gunnarsson (D)    | Svezia      | Toronto Maple Leafs                         | Linköping (Elitserien)                |
| 195 | Johan Alcen (AD)       | Svezia      | Colorado Avalanche                          | Brynäs (J20 SuperElit)                |
| 196 | Simon Lacroix (D)      | Canada      | New York Islanders                          | Shawinigan Cataractes (QMJHL)         |
| 197 | Michael Ward (D)       | Canada      | Tampa Bay Lightning                         | Lewiston Maineiacs (QMJHL)            |
| 198 | Danny Hobbs (C/AD)     | Stati Uniti | New York Rangers                            | Ohio Blue Jackets (USHL)              |
| 199 | Andrew Glass (AS)      | Stati Uniti | Washington Capitals (da Calgary)            | Nobles School (USHS-Massachusetts)    |
| 200 | Carson McMillan (AD)   | Canada      | Minnesota Wild                              | Calgary Hitmen (WHL)                  |
| 201 | Justin Braun (D)       | Stati Uniti | San Jose Sharks (da Pittsburgh)             | UMass Minutemen (Hockey East)         |
| 202 | Serhij Hajdučenko (P)  | Ucraina     | Florida Panthers (da Dallas)                | Lok. Jaroslavl’ (Superliga)           |
| 203 | Frazer McLaren (AS)    | Canada      | San Jose Sharks                             | Portland Winterhawks (WHL)            |
| 204 | Atte Engren (P)        | Finlandia   | Nashville Predators                         | Lukko Rauma (SM-liiga)                |
| 205 | Paul Postma (D)        | Canada      | Atlanta Thrashers                           | Swift Current Broncos (WHL)           |
| 206 | Dan Gendur (AD)        | Canada      | Vancouver Canucks                           | Everett Silvertips (WHL)              |
| 207 | Ryan Molle (D)         | Canada      | New Jersey Devils                           | Swift Current Broncos (WHL)           |
| 208 | Bryan Rufenach (D)     | Canada      | Detroit Red Wings                           | Lindsay Muskies (OPJHL)               |
| 209 | Drew MacKenzie (D)     | Stati Uniti | Buffalo Sabres                              | Taft School (USHS-Connecticut)        |
| 210 | Justin Courtnall (AS)  | Canada      | Tampa Bay Lightning (da Ottawa)             | Coquitlam Express (BCHL)              |
| 211 | Trent Vogelhuber (AD)  | Stati Uniti | Columbus Blue Jackets (da Anaheim)          | St. Louis Bandits (NAHL)              |

## Selezioni classificate per nazionalità
| Pos. | Paese        | Selezioni | Percentuale |
|      | Nord America | 167       | 79,1%       |
| ---- | ------------ | --------- | ----------- |
| 1    | Canada       | 102       | 48,3%       |
| 2    | Stati Uniti  | 65        | 30,8%       |
|      | Europa       | 43        | 20,3%       |
| 3    | Svezia       | 15        | 7,1%        |
| 4    | Russia       | 9         | 4,3%        |
| 5    | Rep. Ceca    | 5         | 2,4%        |
| 6    | Finlandia    | 4         | 1,9%        |
| 6    | Germania     | 4         | 1,9%        |
| 8    | Slovacchia   | 3         | 1,4%        |
| 9    | Svizzera     | 2         | 0,9%        |
| 10   | Danimarca    | 1         | 0,5%        |
|      | Africa       | 1         | 0,5%        |
| 10   | Nigeria      | 1         | 0,5%        |